# Salsoloideae
Salsoloideae es una subfamilia de Amaranthaceae, que anteriormente formaban parte de la familia Chenopodiaceae.

## Descripción
Son hierbas, subarbustos, arbustos y algunos árboles. Los tallos y las hojas son a menudo suculentas. El ovario contiene un embrión espiral. En la mayoría de los géneros, las alas escariosas se desarrollan en el exterior del perianto en la fructificación, lo que le permite la dispersión por el viento (anemocoria). 
En Tribus Caroxyloneae, los estambres tienen apéndices vesiculosos en las anteras, que probablemente desempeñan un papel en la polinización de los insectos. En Tribus Salsoleae los apéndices de las anteras están ausentes o son pequeños y poco visibles.

## Distribución
El área con la mayoría de las especies (centro de diversidad) son los desiertos y semidesiertos del Asia central y el Oriente Medio. La distribución de las subespecies se extiende hasta el Mediterráneo, a media Europa, norte y sur de África y Australia, algunas especies también se han introducido en América. Muchas especies crecen en hábitats secos (xerófitas) o toleran los suelos salinos (halófitas ), algunas son ruderales.

## Géneros
| - Anabasis - Arthrophytum - Caroxylon - Choriptera - Climacoptera - Cornulaca - Cyathobasis - Girgensohnia - Halarchon - Halimocnemis - Halocharis - Halogeton | - Halothamnus - Haloxylon - Hammada - Horaninovia - Kali - Kaviria - Lagenantha - Nanophyton - Noaea - Nucularia - Ofaiston | - Petrosimonia - Piptoptera - Physandra - Pyankovia - Rhaphidophyton - Salsola - Sympegma - Traganum - Traganopsis - Turania - Xylosalsola |

Probablemente aquí emplazados
- Choriptera
- Iljinia
- Sevada